# Matías Arezo
Douglas Matías Arezo Martínez (Montevideo, 21 novembre 2002) è un calciatore uruguaiano, attaccante del Grêmio e della nazionale uruguaiana.

## Caratteristiche tecniche
Di ruolo centravanti, sa giocare in ogni modulo e nonostante sia di piede destro sa giocare anche con il sinistro. Dotato di ottima personalità, talvolta prova anche la conclusione dalla lunga distanza.

## Carriera

### Club
Cresciuto nel settore giovanile del River Plate (M), ha esordito in prima squadra il 14 luglio 2019 disputando l'incontro di campionato pareggiato 0-0 contro il Progreso.
Il 31 gennaio 2022 viene acquistato dal Granada.
Il 20 gennaio 2023 gli spagnoli lo girano in prestito al Peñarol.

### Nazionale
Dopo avere rappresentato le selezioni giovanili uruguaiane, viene convocato in nazionale maggiore per la prima volta il 17 marzo 2023, esordendovi 11 giorni dopo nell'amichevole vinta 1-2 contro la Corea del Sud. Il 14 giugno seguente realizza il suo primo gol con l'Uruguay nell'amichevole vinta per 4-1 contro il Nicaragua.

## Statistiche

### Cronologia presenze e reti in nazionale
| Cronologia completa delle presenze e delle reti in nazionale ― Uruguay | Cronologia completa delle presenze e delle reti in nazionale ― Uruguay | Cronologia completa delle presenze e delle reti in nazionale ― Uruguay | Cronologia completa delle presenze e delle reti in nazionale ― Uruguay | Cronologia completa delle presenze e delle reti in nazionale ― Uruguay | Cronologia completa delle presenze e delle reti in nazionale ― Uruguay | Cronologia completa delle presenze e delle reti in nazionale ― Uruguay | Cronologia completa delle presenze e delle reti in nazionale ― Uruguay |
| Data                                                                   | Città                                                                  | In casa                                                                | Risultato                                                              | Ospiti                                                                 | Competizione                                                           | Reti                                                                   | Note                                                                   |
| ---------------------------------------------------------------------- | ---------------------------------------------------------------------- | ---------------------------------------------------------------------- | ---------------------------------------------------------------------- | ---------------------------------------------------------------------- | ---------------------------------------------------------------------- | ---------------------------------------------------------------------- | ---------------------------------------------------------------------- |
| 28-3-2023                                                              | Seul                                                                   | Corea del Sud                                                          | 1 – 2                                                                  | Uruguay                                                                | Amichevole                                                             | -                                                                      | 61’                                                                    |
| 14-6-2023                                                              | Montevideo                                                             | Uruguay                                                                | 4 – 1                                                                  | Nicaragua                                                              | Amichevole                                                             | 1                                                                      | 59’                                                                    |
| 20-6-2023                                                              | Montevideo                                                             | Uruguay                                                                | 2 – 0                                                                  | Cuba                                                                   | Amichevole                                                             | -                                                                      | 46’                                                                    |
| Totale                                                                 |                                                                        | Presenze                                                               | 3                                                                      |                                                                        | Reti                                                                   | 1                                                                      |                                                                        |